# Pirque
Pirque är en kommun i Chile.   Den ligger i provinsen Provincia de Cordillera och regionen Región Metropolitana de Santiago, i den södra delen av landet, 30 km söder om huvudstaden Santiago de Chile.